# Oluwafemi Ajilore
Ebenezer Oluwafemi Ajilore ou Femi (Lagos, 18 de janeiro de 1985) é um futebolista nigeriano, que joga como meia. Atualmente defende as cores do Middelfart G&BK. É medalhista olímpico de prata. 

## Carreira
Foi membro da Seleção Sub-20 Nigeriana que disputou os Jogos Olímpicos de Verão de 2008 e terminou na segunda colocação, somente atrás da Argentina. Também terminou na segunda colocação do Campeonato Mundial de Futebol Sub-20 de 2005.